# Cantone di Saint-Gervais-sur-Mare
Il Cantone di Saint-Gervais-sur-Mare era una divisione amministrativa dell'arrondissement di Béziers.
A seguito della riforma approvata con decreto del 26 febbraio 2014, che ha avuto attuazione dopo le elezioni dipartimentali del 2015, è stato soppresso.

## Composizione
Comprendeva i comuni di:
- Les Aires
- Castanet-le-Haut
- Combes
- Hérépian
- Lamalou-les-Bains
- Le Poujol-sur-Orb
- Rosis
- Saint-Geniès-de-Varensal
- Saint-Gervais-sur-Mare
- Taussac-la-Billière
- Villemagne-l'Argentière